# Ponte dell’Ammiraglio

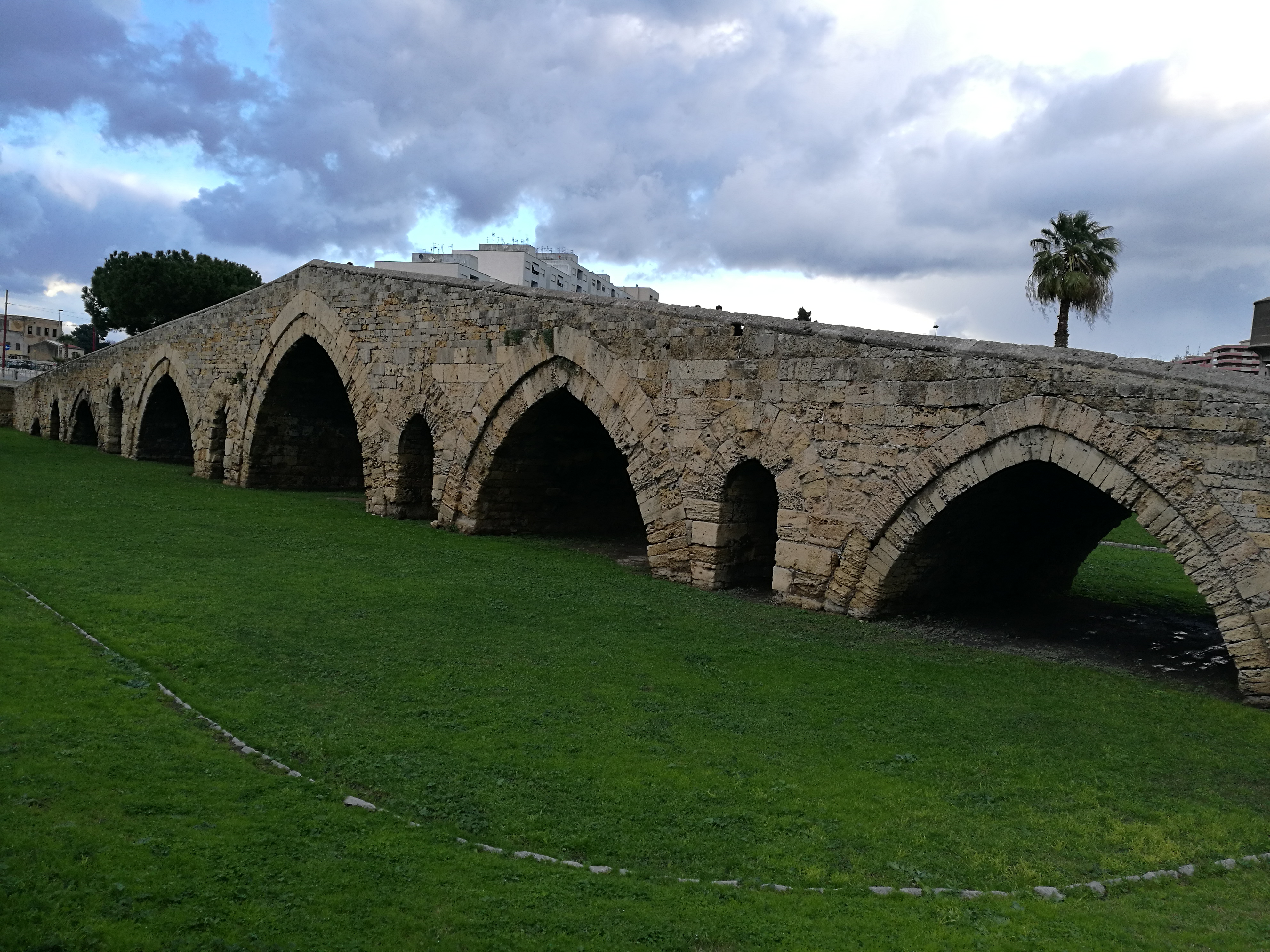
Ponte dell’Ammiraglio

Der Ponte dell’Ammiraglio (deutsch Admiralsbrücke) ist eine mittelalterliche Brücke in Palermo. Der Name verweist auf den Bauherrn, Admiral und späteren König Roger II.

## Lage
Ursprünglich überspannte die Brücke mit zwölf spitzovalen Bögen unterschiedlicher Höhe einen Seitenarm des Flusses Oreto, der ca. 2 km südlich der Altstadt fließt und in den Golf von Palermo mündet. Seit einer Begradigung des Flusses im Jahre 1938 und der Trockenlegung dieses Seitenarms liegt der Ponte dell’Ammiraglio etwa 100 m abseits des Flusses in einer Grünanlage. Der Corso dei Mille, der früher über die Brücke den Fluss überquerte, verläuft nördlich an der Brücke vorbei. In der Nähe der Brücke liegt die normannische Kirche San Giovanni dei Lebbrosi.

## Geschichte

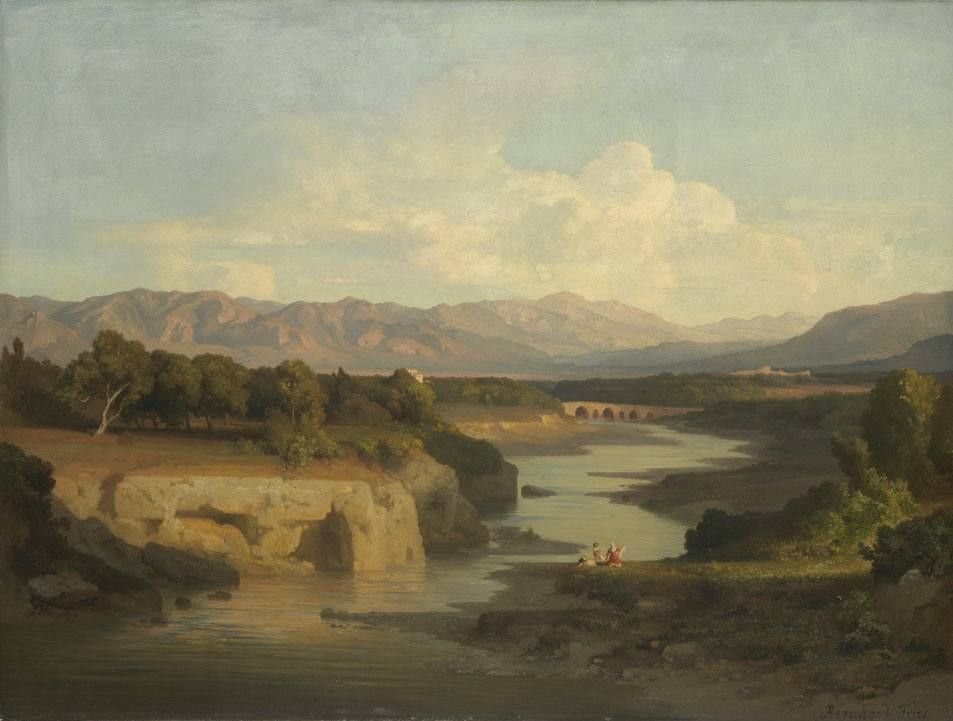
Das Tal des Oreto bei Palermo mit dem Ponte dell’Ammiraglio (Bernhard Fries, um 1860)

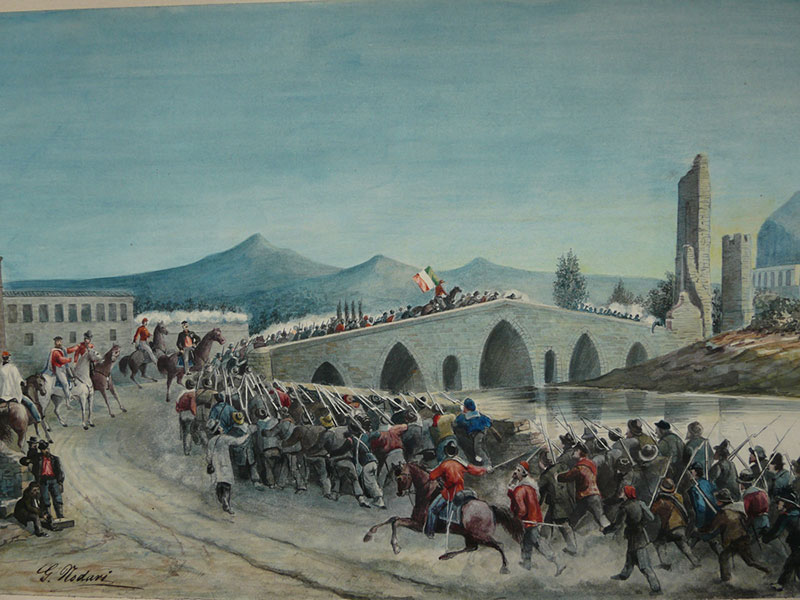
Truppen Garibaldis marschieren über den Ponte dell'Ammiraglio (Giuseppe Nodari, 1860)

Die Brücke wurde nach 1132 in arabisch-normannischer Technik von Georg von Antiochien errichtet, dem Ammiratus bzw. Admiral des Königs Roger II. Daher hat sie auch ihren Namen (Brücke des Admirals). Trotz ihrer Bedeutung für die Verkehrsverbindungen war der Neubau fester Brücken in der Normannenzeit die Ausnahme, nur die Brücke über den Simeto zwischen Bronte und Maniace ist mit Sicherheit ebenfalls in die Zeit Rogers II. zu datieren. Teilweise konnten römische Brücken weiterverwendet werden, vielfach war die Überquerung von Flüssen jedoch nur an Furten möglich. Auch der Oreto wies noch zu Beginn des 20. Jahrhunderts an verschiedenen Stellen Furten auf.
Die Instandhaltung oblag seit dem Spätmittelalter dem Senat von Palermo: Reparaturen wegen Hochwasserschäden sind 1436, 1672 und 1772 bezeugt; 1751 gingen die Schäden auf ein Erdbeben zurück. Der Straßenbelag stammt aus dem 19. Jahrhundert.
Am Ponte dell’Ammiraglio traf der „Zug der Tausend“ unter Führung von Garibaldi am 27. Mai 1860 auf die bourbonischen Truppen. Garibaldis „Rothemden“ erzwangen den Übergang über die Brücke und den Einmarsch nach Palermo.
2015 wurde der Ponte dell’Ammiraglio von der UNESCO als Bestandteil der Weltkulturerbestätte Arabisch-normannisches Palermo und die Kathedralen von Cefalù und Monreale in die Liste des UNESCO-Welterbes aufgenommen.